# ماكس برادفورد
ماكس برادفورد (بالإنجليزية: Max Bradford)‏ هو سياسي نيوزيلندي، ولد في 19 يناير 1942 في كرايستشرش في نيوزيلندا. نشط حزبياً في الحزب الوطني في نيوزيلندا. وقد انتخب عضو مجلس النواب النيوزيلندي.